# Pheidole funkikoensis
Pheidole funkikoensis är en myrart som beskrevs av Wheeler 1929. Pheidole funkikoensis ingår i släktet Pheidole och familjen myror. Inga underarter finns listade i Catalogue of Life.

## Bildgalleri